# Белый, Алексей Тихонович
Алексей Тихонович Белый — советский хозяйственный и политический деятель.

## Биография
Родился в 1926 году в Дятьково. Член КПСС.
Участник Великой Отечественной и советско-японской войны: партизан Брянщины в отряде майора Галюги, заместитель наводчика орудия 209-го истребительно-противотанкового артиллерийского полка
В 1950—1986 гг. — главный механик, главный инженер, директор Дятьковского хрустального завода.
За разработку и внедрение в производство сортовой посуды способа непрерывной варки и выработки изделий из свинцового хрусталя и цветных стёкол, окрашенных окислами редкоземельных металлов был в составе коллектива удостоен Государственной премии СССР в области науки и техники 1971 года.
Делегат XXV съезда КПСС.
Живёт в Дятьково. Умер 15 декабря 2018

## Награды
- Орден Отечественной войны I степени (06.11.1985)
- Орден Трудового Красного Знамени (дважды)